# فرودگاه بین‌المللی زاکاتلا
فرودگاه بین‌المللی زاکاتلا  (به انگلیسی: Zaqatala International Airport) (به زبان بومی: Zaqatala Beynəlxalq Hava Limanı) یک فرودگاه همگانی  با کد یاتا ZTU است که یک باند فرود آسفالت دارد و طول باند آن ۲ ۱۰۰ متر است. این فرودگاه در  کشور  جمهوری آذربایجان  قرار دارد .